# Rolf Gölz
Rolf Gölz   (Bad Schussenried, 30 de setembre de 1962) és un ciclista alemany, ja retirat, que fou professional entre 1985 i 1993.
En el seu palmarès hi ha més de 50 victòries, entre les quals destaquen dues etapes del Tour de França, el Campionat d'Alemanya en ruta de 1985, el Campionat de Zúric de 1987, la Fletxa Valona de 1988 i dues edicions de la Volta a Andalusia.
Anteriorment, com a ciclista amateur, havia participat en els Jocs Olímpics de Los Angeles de 1984, on guanyà la medalla de plata en la prova de persecució individual i la de bronze en la de persecució per equips.
En retirar-se passà a desenvolupar tasques de director esportiu a l'equip Gerolsteiner.

## Palmarès en pista
- 1981
  -  Campió d'Alemanya amateur de persecució
- 1983
  -  Campió del món de Persecució per equips (amb Michael Marx, Gerhard Strittmatter i Roland Günther)
  -  Campió d'Alemanya amateur de persecució
- 1984
  -  Medalla de plata als Jocs Olímpics de Los Angeles en Persecució
  -  Medalla de bronze als Jocs Olímpics de Los Angeles en Persecució per equips (amb Reinhard Alber, Michael Marx i Roland Günther)
  -  Campió d'Alemanya amateur de persecució per equips

## Palmarès en carretera
- 1983
  - 1r a la Volta a Limburg amateur i vencedor d'una etapa
- 1985
  -  Campió d'Alemanya en ruta
  - 1r a la Volta a Andalusia i vencedor de 3 etapes
  - 1r a la Florència-Pistoia
- 1986
  - 1r al Giro de Campania
- 1987
  - Vencedor d'una etapa del Tour de França
  - 1r a la Volta a Andalusia
  - 1r al Campionat de Zúric
  - 1r al Tour du Haut-Var i vencedor de 2 etapes
  - Vencedor d'una etapa de la Volta a Euskadi
  - Vencedor de 2 etapes de la Midi Libre
- 1988
  - 1r a la Fletxa Valona
  - 1r a la Volta a Astúries i vencedor de 2 etapes
  - 1r a la París-Brussel·les
  - 1r a la Volta a Irlanda
  - 1r a la Milà-Torí
  - 1r al Giro del Piemont
  - Vencedor d'una etapa del Tour de França
  - Vencedor d'una etapa de la Volta a la Comunitat Valenciana
  - Vencedor d'una etapa de la Volta a Euskadi
- 1989
  - 1r a la Milà-Torí
  - Vencedor de 2 etapes de la Volta a la Comunitat Valenciana
  - Vencedor d'una etapa de la Tirrena-Adriàtica
  - Vencedor d'una etapa de la Volta a Aragó
- 1990
  - 1r al Trofeu Baracchi (amb Tom Cordes)
  - Vencedor d'una etapa de la Volta a Euskadi
  - Vencedor d'una etapa de la Dauphiné Libéré
- 1992
  - 1r al Tour del Mediterrani i vencedor de 2 etapes

### Resultats al Tour de França
- 1987. 49è de la classificació general. Vencedor d'una etapa
- 1988. 91è de la classificació general. Vencedor d'una etapa
- 1989. Abandona (17a etapa)
- 1991. 79è de la classificació general
- 1992. Abandona (14a etapa)